# فلسطينيو السعودية
فلسطينيو السعودية ويقصد به الفلسطينيون المتواجدون بالمملكة العربية السعودية حيث تبلغ عدد الجالية الفلسطينية 628 ألف من مجموع 5 ملايين لاجئ فلسطيني عبر أنحاء العالم.

## تاريخ
تعود بداية الهجرة الفلسطينية نحو المملكة العربية السعودية إلى منتصف الخمسينيات من القرن العشرين واتجه غالبتهم نحو التعليم والشغل واستقروا بين الطائف وجدة

## شخصيات
- دانا عورتاني
- محمد صالح المنجد
- دينا شهابي

## وصلات خارجية
- المملكة تحتضن أكبر جالية فلسطينية.. والجامعة مشكلتنا!
- الجالية الفلسطينية في السعودية تناشد خـادم الحـرمين الشريفـين التأكيد على مبادرة السلام العربية